# Dryas octopetala
Il camedrio alpino (Dryas octopetala L., 1753) è una piccola pianta dell'ambiente montano, perenne, non molto alta, dai bianchi fiori, appartenente alla  famiglia delle Rosacee.

## Etimologia
È la forma delle foglie che ha dato il nome al genere, queste infatti sono molto simili alla quercia che in greco si dice Drys ( = quercia). Linneo, che per primo usò tale nome per questa pianta, fece riferimento alle Driadi, antiche divinità mitologiche che vivevano nei boschi e che gli antichi greci credevano immortali ed eterne come le querce.

Il nome della specie deriva ovviamente dal numero dei petali della corolla del fiore: octo (= otto) e petalon (= petalo)
 
Altri botanici, sempre attirati dai contorni fogliari che ricordano la morfologia delle foglie della quercia, chiamarono diversamente queste piante:  Chamaedrys . Inoltre certe somiglianze con le specie del genere Geum  furono causa di classificazioni alternative.

## Descrizione

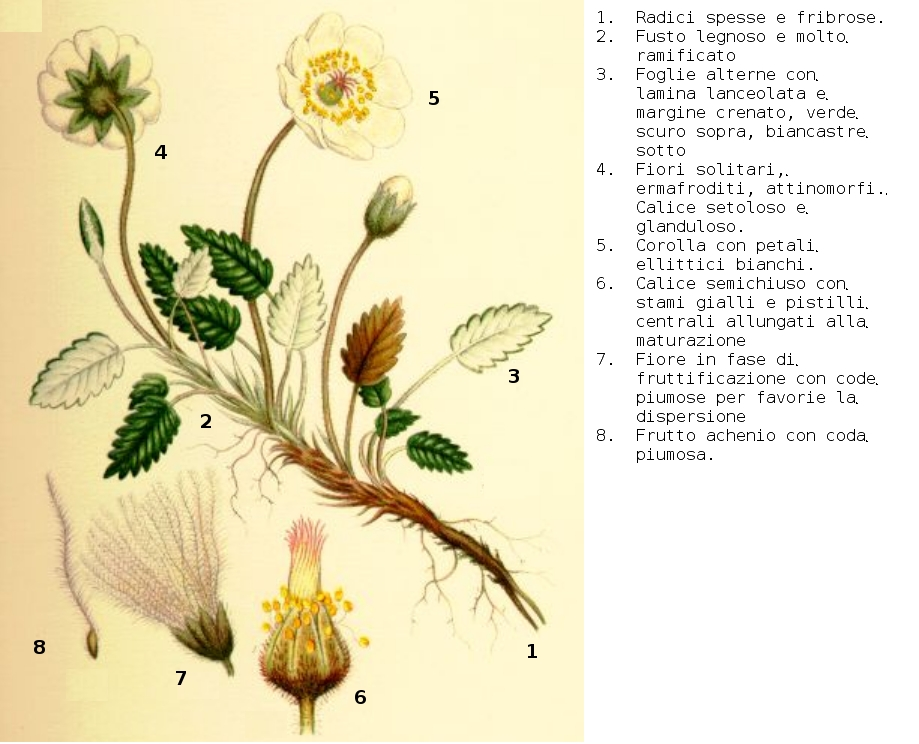
Descrizione delle parti della pianta

L'aspetto della pianta è suffruticoso  (fusto legnoso alla base ed erbaceo nella parte aerea) ed ha uno spiccato carattere tappezzante (viene considerata una pianta nana che sul terreno forma un fitto tappeto) o anche a spalliera. Appartiene quindi alla forma biologica definita come camefita reptante (Ch. rept.)  :  ossia è una pianta con gemme perennanti situate in posizione basale (massimo 20 cm dal suolo) e con portamento strisciante.

### Radici
Le radici sono spesse e fibrose.

### Fusto
Il fusto è legnoso e strisciante e comunque molto ramificato. Dimensioni del fusto: da 5 a 15 cm.

### Foglie
Le foglie sono alterne, coriacee con lamina lanceolata (oblungo – ellittica) ed hanno il margine     
crenato (da 4 a 7 dentelli per lato, di forma arrotondata). Sono sempreverdi e si trovano in prevalenza in posizione basale (rosetta basale). La pagina superiore delle foglie è glabra, quasi lucida e di colore verde scuro, mentre quella inferiore è nivea (biancastra) e tomentosa . Alla base del picciolo (lungo e peloso) possono essere presenti delle piccole ed esili foglioline (stipole di 6 – 8 mm). Dimensione media delle foglie: larghezza 6 – 8 mm, lunghezza 12 – 17 mm; lunghezza del picciolo : 10 – 15 mm.

### Infiorescenza
Gli scapi fioriferi sono ascendenti e l'infiorescenza si trova in posizione apicale su lunghi peduncoli (5 – 10 cm) privi di foglie. I peduncoli sono copiosamente villosi o tomentosi.

### Fiori
I fiori sono bianchi, solitari, ermafroditi  e attinomorfi. Diametro dei fiori: da 2 a 4 cm.
- Calice: il calice è formato da 8 (raramente 10) sepali acuminati e fusi tra loro. Sono setolosi (dotati di fitti peli irti), scuri e glandulosi. Questi peli glandulosi sono indubbiamente una protezione contro i vari animaletti striscianti, ghiotti di nettare, ma inutili come pronubi  (che favoriscono l'impollinazione e quindi la perpetuazione della specie). Dimensione dei sepali: larghezza 1,5 – 3 mm, lunghezza 7 – 9 mm.
- Corolla: i petali, liberi, hanno la forma ellittica e sono in numero di 8. Si hanno casi di fiori con 7, 9 o più frequentemente 10 petali). Dimensione dei petali:  larghezza 8 mm, lunghezza 16 mm.
- Androceo: gli stami sono gialli e numerosi. I filamenti sono subulati (terminanti con una punta).
- Gineceo: i pistilli, sessili, sono numerosi anch'essi e si trovano lievemente raccolti al centro dei fiori. Lo stilo  terminale (di ogni pistillo) è persistente e nel frutto si allunga ulteriormente. L'ovario è semi – infero  (abbiamo quindi un fiore “perigino”).
- Fioritura: da giugno ad agosto.
- Impollinazione: tramite insetti.

### Frutti

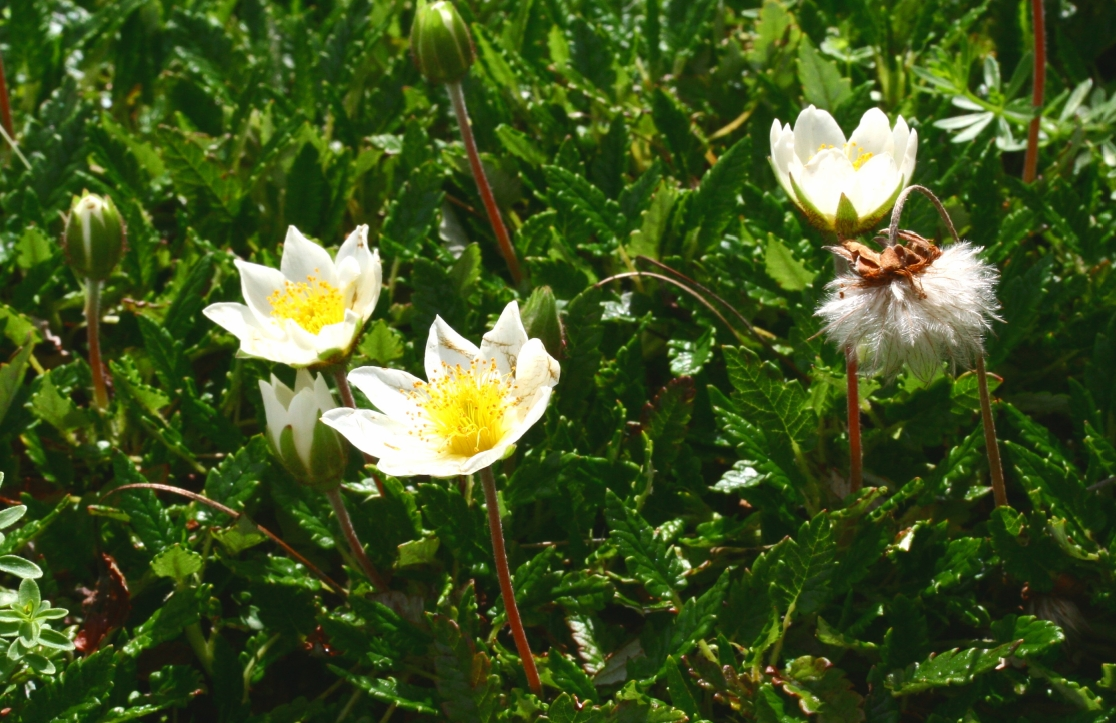
Fiore con frutto

Il frutto è composto da numerosi acheni sormontati da una lunga coda piumosa (2 – 3 cm) di colore bianco e consistenza setosa ma flessuosa. In questo modo è facilitata al massimo la propagazione dei semi per mezzo del vento. Dopo la fecondazione i peduncoli dei fiori si allungano considerevolmente e contemporaneamente si formano dei densi capolini di setole piumose favorendo così la dispersione del seme.

## Distribuzione e habitat
- Geoelemento: il tipo corologico è Artico – Alpino (Circumboreale).
- Distribuzione: questa pianta è distribuita in gran parte delle zone artiche e montane dell'Europa (fino alla Scandinavia), Asia e Nordamerica (anche in Alaska). In Italia si trova al settentrione (soprattutto sull'arco alpino) e al centro (Appennino Settentrionale e in parte Centrale). È quasi assente al sud.
- Habitat: queste piante hanno il loro habitat preferito sulle ghiaie fini ma asciutte, detriti consolidati, ma anche rupi e pascoli rocciosi; sempre in ambiente calcareo.
- Diffusione altitudinale: mediamente dai 1500 ai 2500 m s.l.m.. Sul monte Pelmo sono stati trovati fino all'altezza record di 3000m s.l.m.; viceversa lungo il Piave possono scendere fino a 200m s.l.m..

## Tassonomia
Il genere Dryas comprende pochissime specie i cui fiori hanno un insolito numero di sepali - petali (8) per la famiglia delle Rosaceae che normalmente sono cinque. È caratteristico inoltre il fatto che il calice costituisce un unico organo (i sepali del calice formano un unico verticillo, non un insieme di brattee come in altri fiori). La specie Dryas octopetala inoltre presenta spesso fenomeni di “androdioecia”, ossia fiori interamente mascolini. Il genere Dryas appartiene alla sottofamiglia delle “Rosoidaea”.

### Sinonimi
L'elenco che segue comprende alcuni sinonimi della specie Dryas octopetala :
- Dryadea octopetala (L.) Kuntze (1891)
- Dryas alpina Salisb. (1796)
- Dryas babingtonii Porsild (1959)
- Dryas chamaedrifolia S.F.Gray (1821)
- Dryas eriopoda Gandoger (1883)
- Dryas lepida Gandoger (1883)
- Geum chamaedryfolium Crantz (1763)
- Ptilotum octopetalum (L.) Dulac (1867)

## Usi

### Farmacia
Le proprietà curative della pianta sono astringenti e digestive, mentre le parti usate sono le foglie. Le popolazioni montane usano (o usavano) spesso infusi e decotti di questa pianta come rimedio ad infiammazioni di vario tipo.

### Cucina
In certe zone (Svizzera) viene usata come pianta da tè per la sua azione calmante sulle coliche (“tè svizzero”).

### Giardinaggio
La nostra è una pianta molto decorativa sia per la produzione dei numerosi fiori bianco-candidi che per la vistosa macchia gialla centrale (formata dagli stami e pistilli). Viene quindi usata di frequente nei giardini rocciosi di media altitudine. Inoltre grazie alle sue caratteristiche di pianta strisciante forma intricati tappeti di copertura in zone del giardino altrimenti spoglie.

## Altre informazioni
- Questa pianta è una delle prime a “colonizzare” nuovi terreni instabili o appena formati (da frane o altro) e con il suo apparato radicale (di tipo tappezzante) provvede al primo consolidamento del terreno stesso.
- Anticamente, alla fine dei periodi glaciali, questa pianta era molto più diffusa di quanto non lo sia oggi. Questo lo si è capito dopo i ritrovamenti di grandi quantità di polline di questo fiore nei carotaggi, eseguiti nell'emisfero settentrionale, di circa 12000 anni fa, suggerendo un clima freddo esteso anche a latitudini basse. In questo periodo il nostro pianeta incominciava a riscaldarsi lentamente (stava uscendo dall'ultima grande glaciazione) quando improvvisamente il clima cambiò e si ritornò per altri mille anni in una nuova era glaciale che prese il nome dal nostro fiore: Dryas recente.

## Galleria d'immagini

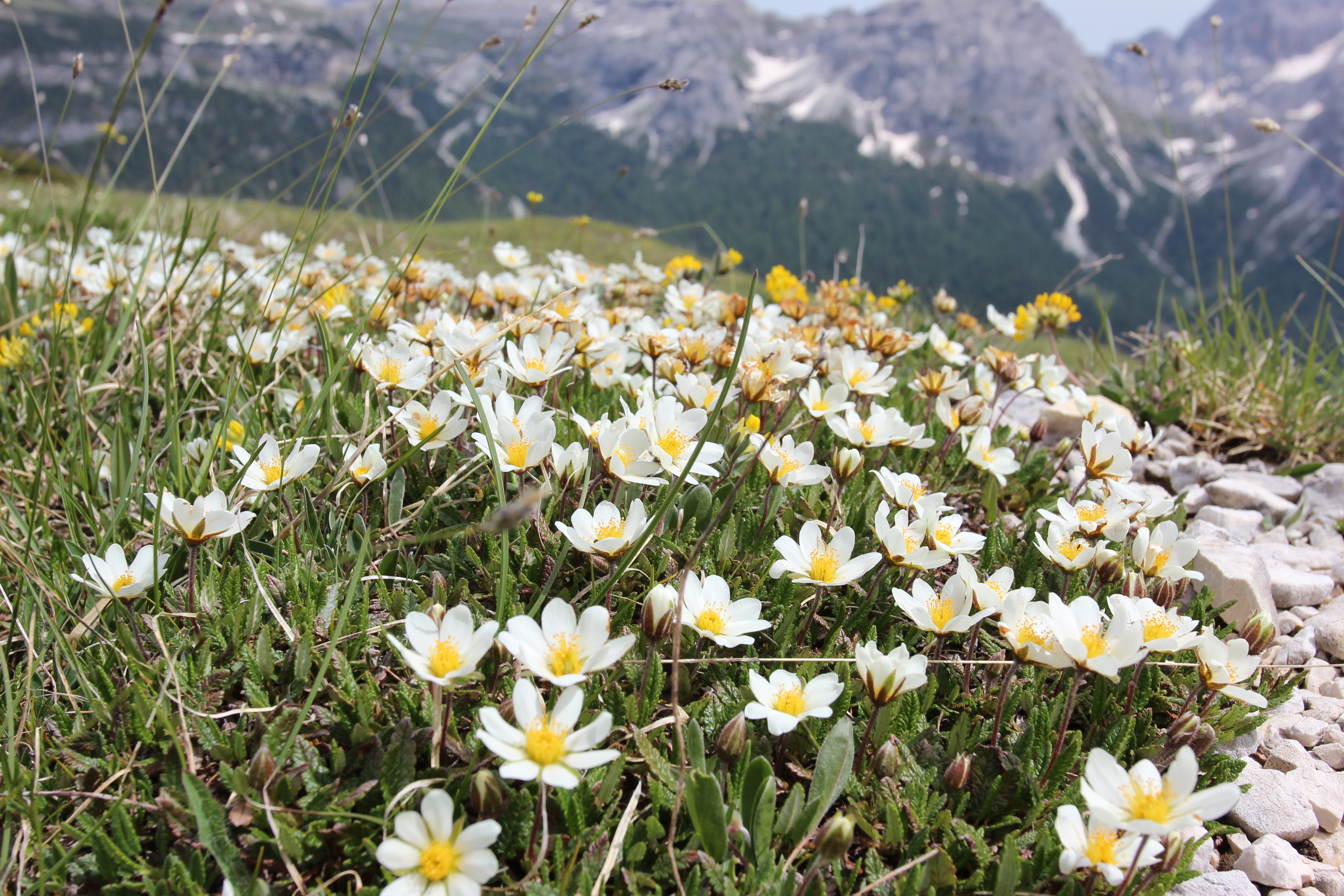
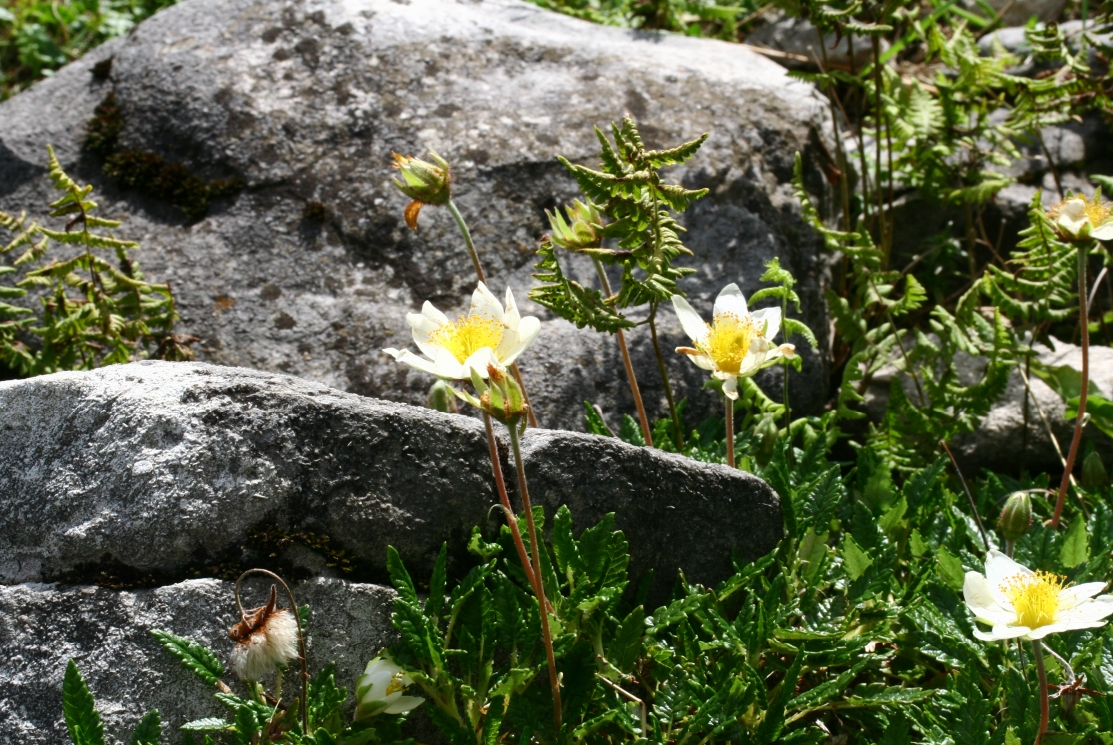
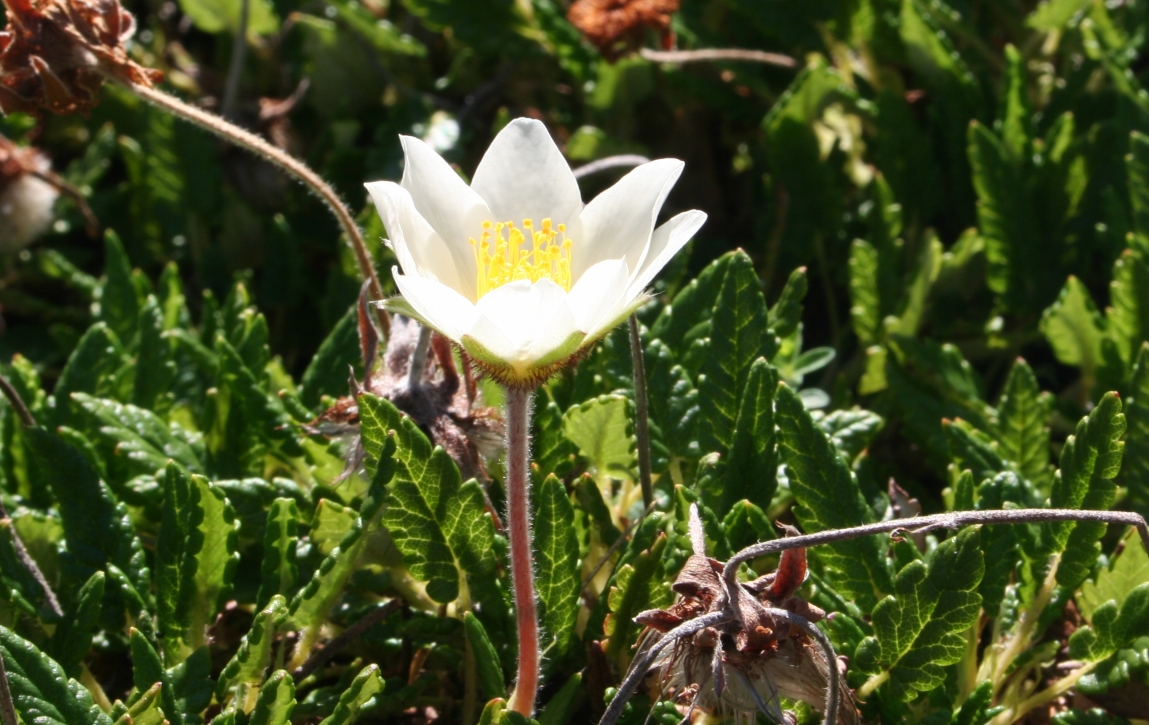
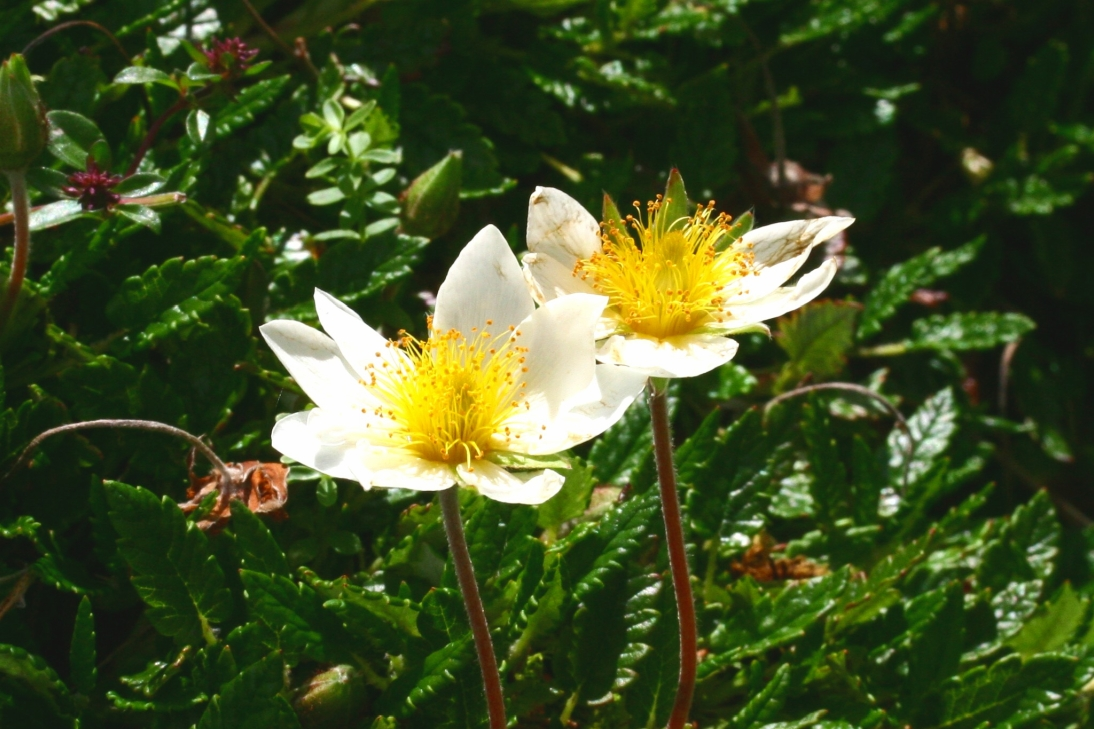